# Gonjas
Les Gonjas (également Ghanjawiyyu, endonyme Ngbanya) sont un groupe ethnique vivant au Ghana. Les Gonjas établissent un royaume du même nom dans le nord du Ghana en 1675, fondé par Sumaila Ndewura Jakpa.

## Origine
Les Gonjas sont un peuple Guan qui est influencé par les peuples Dagbon, Akan, Mande et Hausa. Avec la chute de l'Empire Songhaï (vers 1600), le clan Mande Ngbanya se déplace vers le sud, traversant la Volta Noire et fondant une ville à Yagbum. Le royaume de Gonja est à l'origine divisé en sections supervisées par les frères et sœurs mâles de Sumaila Ndewura Jakpa, y compris leurs enfants et petits-enfants.
Sous la direction de Naba'a, la dynastie Ngbanya de Gonja est fondée. La capitale est établie à Yagbum.
Les Ngbanya se sont développés rapidement, conquérant plusieurs voisins dans la vallée de la Volta Blanche et commençant un commerce d'or rentable avec les États Akan via Begho voisin. En 1675, les Gonja établirent un chef suprême, appelé le Yagbongwura, pour contrôler le royaume. La dynastie Ngbanya a contrôlé cette position depuis sa fondation jusqu'à nos jours, avec seulement deux brefs interrègnes. L'actuel Yagbongwura, Bikunuto Jewu Soale I, occupe son poste depuis 2023.

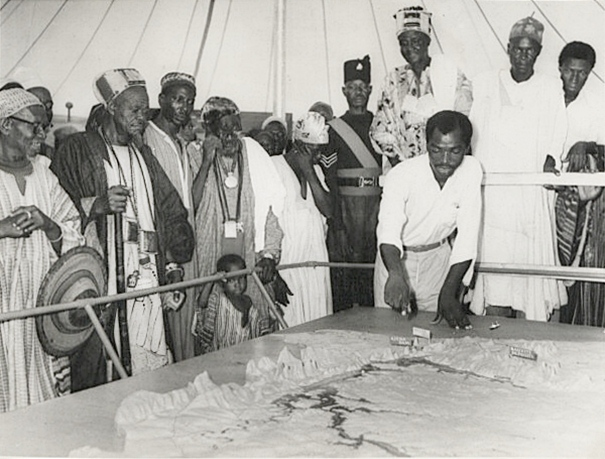
Chefs et anciens Gonja à l'exposition itinérante du projet Volta River (1950)

La société précoloniale Gonja est stratifiée en castes, avec une classe dirigeante, une classe de commerçants musulmans, une classe de roturiers animistes et une classe d'esclaves. Son économie dépend en grande partie du commerce des esclaves d'Afrique centrale et des noix de kola, notamment via la ville marchande de Salaga, parfois appelée la « Tombouctou du Sud ».

## Culture
La plupart des Gonja sont musulmans mais intègrent néanmoins des pratiques et des croyances traditionnelles. Les Gonja se sont convertis à l'islam vers le 18e siècle sous l'influence des missionnaires musulmans qui se sont installés dans la région. Les pouvoirs de guérison attribués aux musulmans et la force perçue des prières islamiques ont contribué à faciliter les conversions. Les relations commerciales ont également contribué à convertir les chefs Gonja et les habitants locaux à adopter la religion.